# Adolf Burger
Adolf Burger (ur. 12 sierpnia 1917 w Wielkiej Łomnicy, zm. 6 grudnia 2016 w Pradze) – słowacki więzień niemieckiego obozu koncentracyjnego w Sachsenhausen, autor wspomnień będących świadectwem epoki.

## Życiorys
Był Żydem. Podczas II wojny światowej jego żona Gisela oraz członkowie jego rodziny zostali zagazowani w obozie koncentracyjnym. Z zawodu był drukarzem, a w 1944 znalazł się w funkcjonującym warsztacie Sachsenhausen, gdzie z polecenia SS wytwarzano podrobione papierowe funty szterlingi o dużych nominałach. O swoich przeżyciach wydał książkę Des Teufels Werkstatt, która została przetłumaczona na wiele języków, a na jej podstawie powstał film Fałszerze, uhonorowany Oscarem w kategorii najlepszy film obcojęzyczny.